# Faro de Punta Galea
El faro de Punta Galea es un faro situado en la Punta Galea, en Guecho, en la provincia de Vizcaya, País Vasco, España. Está gestionado por la autoridad portuaria del Puerto de Bilbao

## Historia
El faro está situado a la entrada del estuario de Bilbao. De 1850 a 1950 fueron construidos tres faros en la misma Punta Galea. El primero en 1850 en las ruinas del antiguo fuerte, el segundo en 1905 y que fue electrificado en 1933, y el actual en 1950 tras detectarse movimientos y desprendimientos en el anterior faro. Fue construido 180 metros más atrás del anterior, pero en 2016 salió a concurso su uso como establecimiento de restauración. El concurso finalmente fue declarado desierto.